# Edgware Road (Bakerloo Line)
Edgware Road is een station van de metro van Londen aan de Bakerloo Line tussen Paddington en Marylebone. Het station is geopend in 1907.

## Geschiedenis
Station Edgware Road werd op 15 juni 1907 geopend door de Baker Street and Waterloo Railway (BS&WR), de latere Bakerloo Line, toen die haar lijn doortrok vanaf het tijdelijke noordelijke eindpunt bij Marylebone. In 1908 lag er een gemeenschappelijk plan van de BS & WR en de North West London Railway (NWLR) om een metrolijn te bouwen tussen Edgware Road en station Cricklewood via Kilburn. De NWLR had in 1899 toestemming gekregen om de lijn langs Edgware Road tussen Cricklewood en Marble Arch te bouwen en in 1906 volgde toestemming voor het deel tussen Marble Arch en Victoria. De NWLR zag echter geen kans om de bekostiging rond te krijgen en in november 1908 vroegen de bedrijven toestemming voor een 757 meter lange tunnel om de BS & WR en de NWLR te verbinden. Om gebruik te maken van de, aan BS&WR, verleende vergunning om haar lijn door te trekken naar Paddington, moest het station Edgware Road worden voorzien van een tweede paar sporen om een pendeldienst tussen Paddington en Edgware Road, in combinatie met de lijn naar het noorden, mogelijk te maken. Dit voorstel werd afgewezen en de lijn NWLR kwam er niet.
De BS&WR had parlementaire goedkeuring om de lijn naar Paddington door te trekken, maar de goedgekeurde route zou naar de kruising van Sussex Gardens en Sussex Place lopen en paste daarom niet in de plannen om de lijn naar het westen of noordwesten door te trekken. De BS&WR koos ervoor om de tunnels ten westen van Edgware Road niet te bouwen en ging op zoek naar alternatieven. In 1911 werden de uitgewerkte plannen voor een 890 meter lange verlenging met een krappe bocht goedgekeurd. Door deze bocht liggen de perrons zuidoost-noordwest onder het hoofdstation en was een verlenging naar het (noord)westen mogelijk. De werkzaamheden begonnen in augustus 1911 en de verlenging was gereed op 1 december 1913.

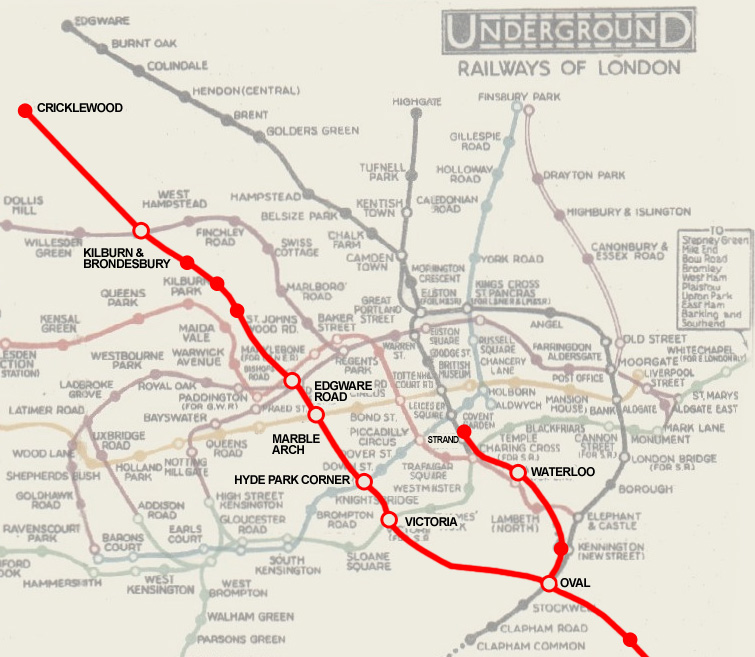
De niet gebouwde North West London Railway.
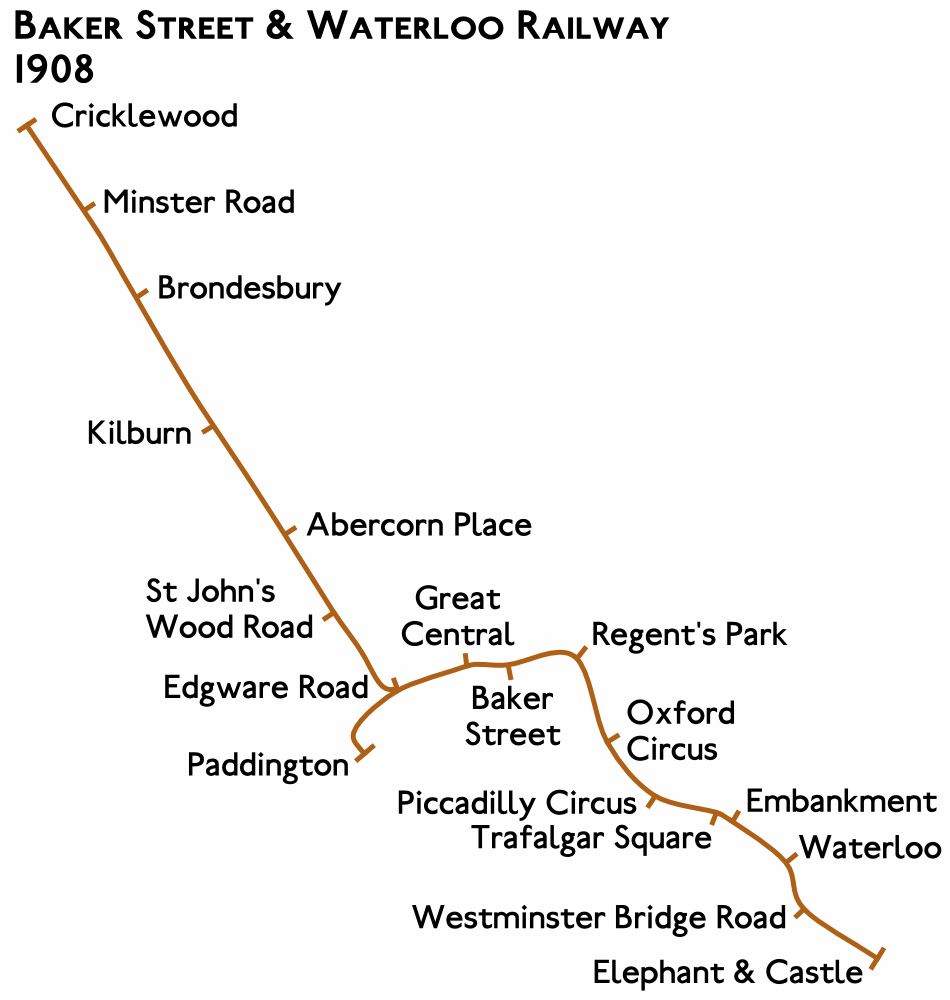
Het in 1908 verworpen plan voor een verlenging naar het noorden.
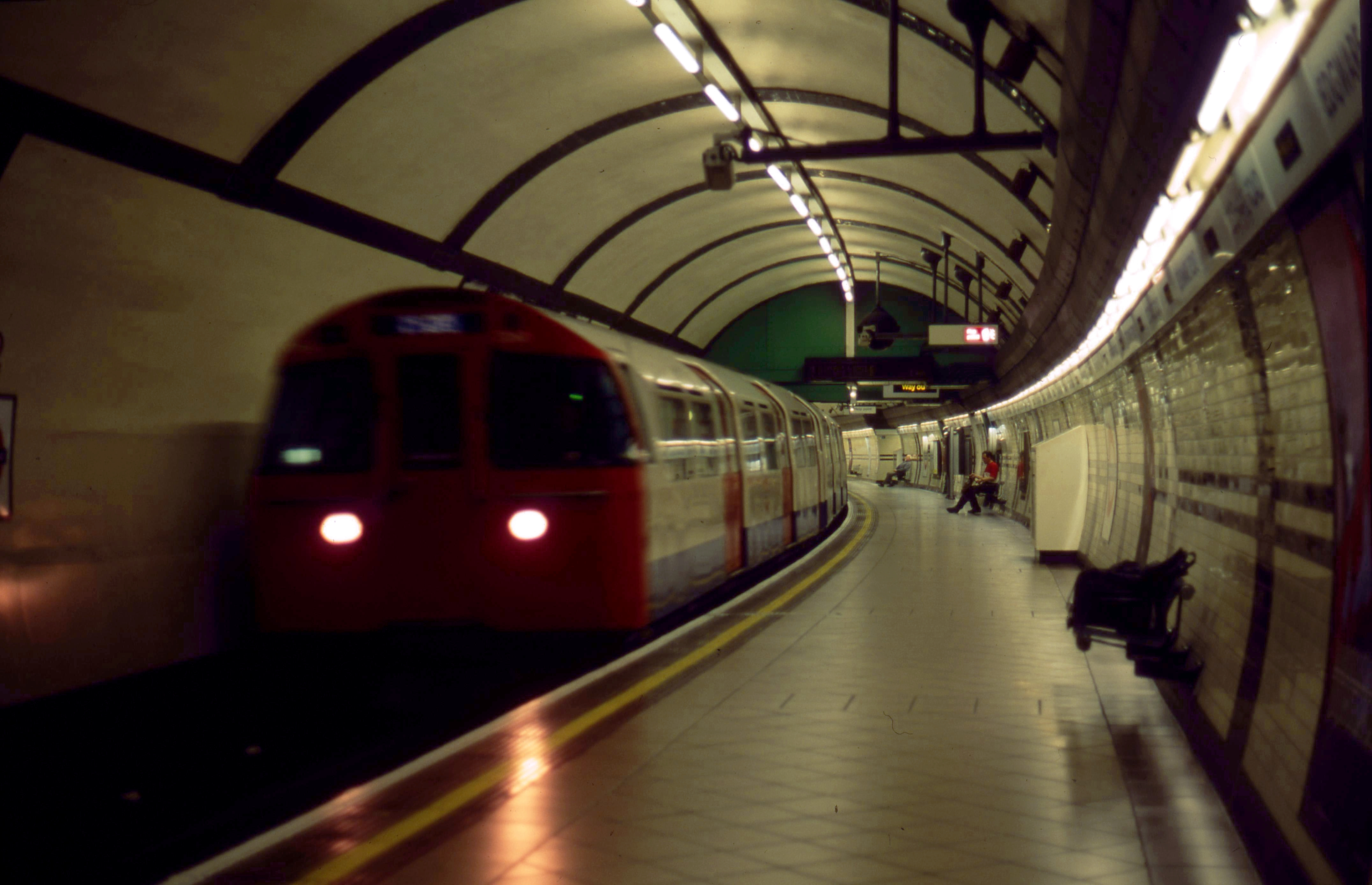
De Bakerloo Line naar het zuiden

## Ligging en inrichting
Het station ligt aan de Edgware Road vlak ten noorden van de Marylebone Flyover op de noordoostelijke hoek van de kruising van Edgware Road , Harrow Road en Marylebone Road. Het moet niet verward worden met Edgware Road, 150 m zuidelijker, aan de andere kant van de flyover dat toegang geeft tot andere metrolijnen. In september 2007 stelde gemeenteraadslid Murad Qureshi voor om het station Church Street Market te noemen om verwarring met het zuidelijke station te vermijden.
In 1907 maakte het stationsgebouw deel uit van een rij winkels die in de jaren 60 van de 20e eeuw goeddeels werd gesloopt om plaats te maken voor de flyover. Na de sloop bleef alleen het station en een naastgelegen pub over. Net als andere stations die voor de Eerste Wereldoorlog door de Underground Electric Railways Company of London werdem gebouwd, werd het station ontworpen door architect Leslie Green. Het station heeft dan ook de voor Green kenmerkende gevel van bloedrode geglazuurde terracotta. Aanvankelijk was er een uitgang aan de aangrenzende Bell Street. Hoewel deze niet meer in gebruik is, biedt het gebouw kantoorruimte aan de stationsbeheerders. Zoals voor de Eerste Wereldoorlog gebruikelijk werden liften geplaatst voor het vervoer van de reizigers tussen de stationshal. De machinekamer van de liften ligt op de eerste verdieping en heeft gebogen ramen aan de buitenkant. Ondergronds komen de liften uit op een tussenverdieping vlak boven de sporen. In- en uitstappers lopen hier via gescheiden tunnels en vaste trappen tussen lift en perron. De perrons liggen aan de buitenkant van de tunnels. Tussen 25 mei en 21 december 2013 was het station tijdelijk gesloten wegens onderhoudswerkzaamheden aan de lift.

## Fotoarchief
- London Transport Museum Photographic Archive
  - Het station Edgware Road station in 1908
  - De uitgang aan Bell street in 1908
  - Het station in 1925
  - de loketten in 1958
  - Het station in 1993

Harrow & Wealdstone ·
Kenton ·
South Kenton ·
North Wembley ·
Wembley Central ·
Stonebridge park ·
Harlesden ·
Willesden Junction ·
Kensal Green ·
Queen's Park ·
Kilburn Park ·
Maida Vale ·
Warwick Avenue ·
Paddington ·
Edgware Road ·
Marylebone ·
Baker Street ·
Regent's Park ·
Oxford Circus ·
Piccadilly Circus ·
Charing Cross ·
Embankment ·
Waterloo ·
Lambeth North ·
Elephant & Castle